# Afrocoelichneumon
Afrocoelichneumon is een geslacht van insecten uit de orde vliesvleugeligen (Hymenoptera) en de familie Ichneumonidae.

## Soorten
- A. clavicornis Heinrich, 1967
- A. cornelliger (Morley, 1919)
- A. didymatus (Morley, 1919)
- A. malagassus (Saussure, 1892)
- A. natalensis (Cameron, 1906)
- A. noerus (Tosquinet, 1896)
- A. scopulifer (Morley, 1919)
- A. subflavus Heinrich, 1938